# 해트저녁쥐
해트저녁쥐 또는 유카탄저녁쥐(Otonyctomys hatti)는 비단털쥐과에 속하는 설치류의 일종이다. 해트저녁쥐속(Otonyctomys)의 유일종이다. 학명과 일반명은 발견자 해트(Robert T. Hatt)의 이름에서 유래했다.